# لسبوس
لسبوس أو لِزْبُوس (باليونانية: Λέσβος) هي جزيرة يونانية تقع شمال شرق بحر إيجة. تبلغ مساحتها 1,633 كم مربع (631 ميل مربع) مع شريط ساحلي يبلغ طوله ما يقارب 400 كم (249 ميل) مما يجعلها ثالث أكبر جزيرة يونانية وثامن أكبر جزيرة في البحر الأبيض المتوسط، ويفصلها عن آسيا الصغرى مضيق ميتيليني الضيق. تقع مدينة ميتيلين، العاصمة وأكبر المدن، على الساحل الجنوبي الشرقي ويستخدم اسمها كناية عن الجزيرة ككل. تعتبر لسبوس وحدة إقليمية منفصلة ومركز حكومتها موجود في ميتيلين، وهي أيضًا عاصمة منطقة شمال بحر إيجة الكبرى. تشمل هذه المنطقة جزر لسبوس وخيوس وإيكاريا وليمنوس وساموس. بلغ عدد سكان الجزيرة 83,755 نسمة عام 2021. يستقر ثلث الليسبيين في العاصمة، فيما يتركز الباقون في البلدات الصغيرة والقرى. أكبر هذه القرى هي بلوماري وكالوني وغيرا وأغياسوس وإريسوس وموليفوس (ميثمنا القديمة).
وفقًا للكتاب اليونانيين اللاحقين، تأسست جزيرة ميتيلين في القرن الحادي عشر قبل الميلاد من قبل عائلة بينثليداي، والتي وصلت من ثيساليا وحكمت المدينة الدولة حتى أنهت ثورة شعبية (590-580 قبل الميلاد) بقيادة بيتاكوس الميتيليني حكمها. في الواقع، قد تشير السجلات الأثرية واللغوية إلى وصول المستوطنين اليونانيين أواخر العصر الحديدي، على الرغم من أن المحفوظات الحثية للعصر البرونزي المتأخر تشير إلى وجود يوناني محتمل في ذلك الوقت. ووفقًا لإلياذة هوميروس، كانت لسبوس جزءًا من مملكة بريام، التي كان مقرها في الأناضول. وفي العصور الوسطى، رزحت لسبوس تحت الحكم البيزنطي ومن ثم الجنوي. غزت الدولة العثمانية لسبوس عام 1462، ثم حكم العثمانيون الجزيرة حتى حرب البلقان الأولى عام 1912، عندما أصبحت جزءًا من مملكة اليونان.

## التاريخ

### عصور ما قبل التأريخ
كانت لسبوس مأهولة بالسكان منذ عام 3000 قبل الميلاد على الأقل. قد يعود تاريخ أقدم القطع الأثرية التي عُثر عليها في الجزيرة إلى أواخر العصر الحجري القديم. وأهم المواقع الأثرية في الجزيرة هي كهف كاجياني الذي يعود إلى العصر الحجري الحديث، ومن المرجح أنه كان ملجأ للرعاة، ومستوطنة تشالاكيس التي تعود إلى العصر الحجري الحديث أيضًا، ومساكن ثيرمي الشاسعة (3000-1000 قبل الميلاد). تقع أكبر المساكن في ليسفوري، ويعود تاريخها إلى 2800 - 1900 قبل الميلاد، جزء منها مغمور بالمياه الساحلية الضحلة.
ذُكرت لسبوس في نصين من النصوص الحثية من العصر البرونزي المتأخر، ويبدو أن الجزيرة في هذه الفترة كانت تابعة لأراضي نهر سيها. تروي رسالة مانابا تارهونتا حادثة انشقت فيها مجموعة من صبّاغي اللون الأرجواني عن ملك سيهان.

### العصر الكلاسيكي والقديم
وفقًا للأساطير الإغريقية الكلاسيكية، لسبوس هو الإله الراعي للجزيرة. وكان ماكاريوس من رودس أول ملك تحمل العديد من المدن الكبرى الحالية أسماء بعض بناته الكثيرات. في الأسطورة الكلاسيكية، قُتلت شقيقته كاناس، ليصبح هو ملكًا. يزعم البعض أن أسماء الأماكن ذات الأصول الأنثوية تعود لمستوطنات قديمة للغاية مسماة على اسم الإلهة المحلية الأنثى، واستبدلت بها أسماء آلهة ذكورية فيما بعد؛ ولكن لا يوجد دليل يدعم هذه المزاعم. يشير هوميروس في كتاباته إلى الجزيرة باسم «ماكاروس إيدوس» أي مقر حكم ماكار. تسمي السجلات الحثية من العصر البرونزي المتأخر الجزيرة باسم لازبا، ويبدو أنهم قد اعتبروا سكانها مهمين بما يكفي للسماح للحثيين «باستعارة آلهتهم» (أصنام على الأرجح) لشفاء ملكهم، وذلك عندما لا تكون آلهتهم المحلية حاضرة. ساد الاعتقاد بأن المهاجرين من البر الرئيسي لليونان، وخاصة من ثيساليا، دخلوا الجزيرة في العصر البرونزي المتأخر وأورثوها اللهجة الأيولية للغة اليونانية وقد أنقذت قصائد الشاعرة سافو بالإضافة إلى عدة شعراء آخرين الشكل المكتوب لهذه اللهجة. في العصور الكلاسيكية، شكلت مدن الجزيرة ما يُعرف بالبينتابوليس المكون من ميتيلين، وميثيمنا، وأنتيسا، وإريسوس، وبيرا. دمر زلزال عام 231 قبل الميلاد مدينة بيرّا، ودمرت الجمهورية الرومانية مدينة أنتيسا عام 168 قبل الميلاد.
كان اثنان من الشعراء الغنائيين التسعة في الشريعة اليونانية القديمة من لسبوس، وهما سافو وألكايوس، بالإضافة إلى المؤرخ فانياس. يعيد الإبداع الفني البارز في تلك الأوقات إلى الأذهان أسطورة أورفيوس الذي أعطاه أبولو قيثارة وعلمته ربات الإلهام العزف والغناء. عندما أثار أورفيوس غضب الإله ديونيسوس، قطعت الميناديات، وهن النساء من أتباع ديونيسوس، أوصال أورفيوس ووجد رأسه وقيثارته طريقهما إلى لسبوس و«بقيا» هناك إلى الحين. كان بيتاكوس الليسبي أحد حكماء اليونان السبعة. وفي العصور الكلاسيكية، قدم هيلانيكوس الليسبي أفكارًا إبداعية في التاريخ والجغرافيا، وخلف ثيوفراستوس، الملقب بأبو علم النبات، الفيلسوف أرسطو رئيسًا لليقيوم. مكث أرسطو وأبيقور في لسبوس لبعض الوقت، وهناك بدأ أرسطو أبحاثه المنهجية في علم الحيوان.
كان ثيوفانيس، مؤرخ حملات بومبي، من جزيرة لسبوس. نظرًا لأن رواية دافنيس وكلوي تدور أحداثها في جزيرة لسبوس، فمن المفترض أن كاتبها لونغوس، من لسبوس أيضًا. تشير الأدوات الفخارية الرمادية الكثيرة وعبادة الإلهة سيبيل، الإلهة الأم العظيمة للأناضول، إلى الاستمرارية الثقافية بين سكان المنطقتين منذ العصر الحجري الحديث. عندما هزم الملك الفارسي كورش الكبير كرويسوس ملك ليديا (546 قبل الميلاد)، أصبحت المدن اليونانية الأيونية في الأناضول والجزر المجاورة تحت الرعاية الفارسية، وبقيت كذلك حتى هزم اليونانيون الفرس في معركة سلاميس (480 قبل الميلاد). خضعت الجزيرة لنظام حكم الأقلية في العصور القديمة، ثم تبعها نظام شبه الديمقراطية في العصور الكلاسيكية، وفي هذا الوقت، ابتكر أريون نوعًا من القصائد سمّي بالديثيرامب، أو القصيدة الباخوسية، وتعتبر أصل ما يسمى بالمأساة. اخترع تيرباندر المقياس الموسيقي المكون من سبع علامات موسيقية للقيثارة. وأصبحت لسبوس عضوًا في الكونفدرالية الأثينية لفترة قصيرة، وقد تحدث ثوسيديدس عن الأحداث التي وقعت في هذه الفترة في فقرة المناظرة الميتيلينية في الجزء الثالث من كتابه المعنون تاريخ الحرب البيلوبونيسية. أما في العصر الهلنستي، فقد انتمت الجزيرة إلى عدة ممالك متعاقبة مختلفة حتى عام 79 قبل الميلاد، حين انتقلت إلى أيدي الرومان. بقي من تاريخها الروماني في العصور الوسطى ثلاث قلاع مثيرة للإعجاب. وباتت مدينتا ميتيلين وميثيمنا أسقفيتين منذ القرن الخامس. وبحلول مطلع القرن العاشر، أصبحت ميتيلين مركزًا ميتروبوليتانيًا، وحققت ميثيمنا نفس المركز في القرن الثاني عشر.

### العصور الوسطى والحقبة البيزنطية
كانت جزيرة لسبوس تابعة للإمبراطورية البيزنطية في العصور الوسطى. وفي 802، نفيت الإمبراطورة البيزنطية إيرين إلى لسبوس بعد عزلها وتوفيت هناك. كانت الجزيرة قاعدة تجمع لأسطول المتمردين بقيادة توماس السلافي في بدايات 820. وفي آواخر القرن التاسع، أغارت عليها إمارة كريت مرات عديدة، ونتيجة لذلك ترك سكان إريسوس بلدتهم واستقروا في جبل آثوس. وفي القرن العاشر، كانت لسبوس جزءًا من بنود بحر إيجة، بينما شكلت في أواخر القرن الحادي عشر ديويكيسيس (مركز مالي) خاضع للحراسة في ميتيلين. بين عامي 1089 و1093 احتل تساخاس، أمير السلاجقة التركي وحاكم سميرنا، الجزيرة لفترة وجيزة، ولكنه لم يتمكن من الاستيلاء على ميثيمنا التي قاومت طوال الوقت. وفي القرن الثاني عشر، أصبحت الجزيرة هدفًا متكررًا للغارات التي شنتها جمهورية البندقية بغرض النهب.
بعد الحملة الصليبية الرابعة (1202 - 1204)، حكمت الإمبراطورية اللاتينية الجزيرة، لكن إمبراطورية نيقية استعادتها بعد 1224. وفي 1354، منحها الإمبراطور البيزنطي يوحنا الخامس باليولوج كبائنة للجنوي فرانسيسكو الأول غاتيلوسيو. وحكمت عائلة غاتيلوسيو الجزيرة لأكثر من قرن من الزمن، وعززوا تحصينات قلعة ميتيلين، وموليفوس (ميثيمنا القديمة)، وحصن آغيوس ثيودوروس في موقع أنتيسا القديمة.

## شخصيات مشهورة من لسبوس
- صافو (باليونانية: Σαπφώ)، شاعرة يونانية
- خير الدين بربروس، قائد بحري عثماني

## أعلام
- أسطفان ليكابينوس
- أيرين أثينا
- صافو
- جوليا ليفيلا
- عمر آغا

## وصلات خارجية
- الموقع الرسمي
- غابة لسبوس المتحجرة
- صور للغابة المتحجرة